# 中野公美子
中野 公美子（なかの くみこ、1977年3月3日 - ）は、大阪府大阪市出身の女優、タレント。吉本興業所属。身長157cm。B79cm、W56cm、H82cm。

## 来歴・人物
- 1993年 - 大阪パフォーマンスドールのメンバーの一員としてデビュー。
- 1997年 - 大阪パフォーマンスドール解散。
- 2003年 - ガールズミュージカルチーム「東京メッツ」に入団。背番号17番。
- 2004年 - 東京メッツをプロダクションの方針と本人の意思により退団。
- 2018年 - 4歳年下の医師の男性と6月9日に入籍。

現在は、女優業とルミネtheよしもとの新喜劇などの舞台を中心に活動中。主に吉本興業制作のテレビ番組等に出演している。
芝居以外にも、ナレーションやMCなど。
2014年にネット配信番組よしログに出演した際に、20代に見えると話題になり、
ヤフーニュースに美魔女と取り上げられる。
特技は、クラシックバレエ、ダンス、ヨガ、水泳、書道、ピアノ。
趣味は愛犬と遊ぶこと、ジム通い、ヨガ、筋トレ。

## 主な出演作

### ドラマ
- 星の金貨（1995年、日本テレビ） - 花岡香代子 役
  - 「星の金貨－Die Sterntaler－ 完結編スペシャル」（1997年4月2日）
- 竜馬におまかせ!（1996年、日本テレビ） - おだい 役
- 木綿のハンカチ2〜ライトウインズ物語（1998年、NHK）
- ビューティ7（2001年、日本テレビ）
- 歓迎!ダンジキ御一行様（2001年、日本テレビ）
- 危機一髪ドラマスペシャル 「フライング・ボーイズ」（2002年10月1日、関西テレビ）
- NHK大河ドラマ （NHK）
  - 「武蔵 MUSASHI」（2003年） - 宮本村のキリシタンの女 役
  - 「功名が辻」（2006年） - 濃姫の侍女・ゆき 役
- あなたの人生お運びします 第10話「会社の運命を変えた秘策」（2003年、TBS）
- ミュージック in ドラマ「ホシに願いを」（2004年3月6日、NHK）
- 日中友好30周年記念合作ドラマ 「世紀末の晩鐘」（2004年、NHK）
- 阪神淡路大震災10年特別企画 悲しみを勇気にかえて「おばあちゃんの指輪とともに」（2005年1月14日、MBS）
- ラスト・プレゼント（2005年、テレビ朝日）
- みこん六姉妹（2006年、TBS） - 中丸喜久恵 役
- 14才の母（2006年、日本テレビ） - 河野由佳 役
- トンスラ（2008年、日本テレビ） - 真城寺朱美 役
- BOSS（2009年、フジテレビ）
- 仮面ライダーW （2010年2月21日、28日、テレビ朝日） - 墨田ゆきほ 役
- 連続ドラマ小説 木下部長とボク 第9話（2010年3月11日、読売テレビ） - バーテンダー役
- 示談交渉人 ゴタ消し 第3話（2010年1月20日、読売テレビ）
- 新・ミナミの帝王 第8話（2014年2月8日、関西テレビ）
- 慰謝料弁護士〜あなたの涙、お金に変えましょう〜 第12話（2014年、読売テレビ）
- 碧の海〜LONG SUMMER〜（2014年、東海テレビ） - 平良聖子 役
- マネーの天使〜あなたのお金、取り戻します!〜（2016年1月7日 - 3月24日、読売テレビ）

### バラエティ
- 天使のU・B・U・G（1994年 - 1995年、フジテレビ）
- アイドルオンステージ
- 森田一義アワー 笑っていいとも!（1995年、フジテレビ）
- THE夜もヒッパレ（日本テレビ）
- HEY!HEY!HEY! MUSIC CHAMP（1996年、フジテレビ）
- ひらめ筋GOLD（2005年 - 2006年、日本テレビ）
- ヨシモト∞（2005年11月 - 2007年4月、ヨシモトファンダンゴTV）
- バクタレ!（2006年、福岡放送）
- 水野キングダム（2007年10月 - 2009年9月27日、TOKYO MX） ニュースキャスター役
- ジャンプ!○○中（2007年12月12日、フジテレビ）
- 本番で〜す!（2009年3月28日、テレビ東京）
- 「笑う妖精」ナレーション（2009年 - 2010年、テレビ朝日）
- ブラマヨ衝撃ファイル　世界のコワ〜イ女たち（2012年、2013年3月13日、9月7日、11月20日、TBS）
- ディクショナリーTV 見る日本語ランド（2013年2月28日、関西テレビ）
- お願い!ランキングGOLDスペシャル（2013年11月23日、テレビ朝日）
- 水野真紀の魔法のレストラン（2013年10月14日、MBS）
- タカトシの涙が止まらナイト（2014年2月17日、テレビ東京）
- BS吉テレ セールスタイル（2013年 - 2014年、BS日テレ） - ナレーション
- NHK「MUSIC JAPAN」（2014年10月26日）
- ブラマヨ衝撃ファイル 世界のコワーイ女たち（2014年）
- 私の何がいけないの?（2015年）
- 駆け込みドクター（2015年）

### 講座
- 趣味悠々（2006年、NHK）中高年のらくらくスイミング

### 舞台
- ルミネtheよしもと（2003年 - 現在出演中）
- 東京メッツ（2003年 - 2004年）
- かあちゃんスターになったよ（2008年5月、神保町花月）
- バーバー風林（2008年7月、神保町花月）
- ワンサイドラブ（2008年12月、神保町花月）
- 落花生たち（2009年1月神保町花月）
- 本番でーす!劇団マンパワー公演「三姉妹温泉旅行24」（2009年1月、ルミネtheよしもと）
- 限りなく灰色に近い光（2009年8月神保町花月）
- ミュージカル「FAME」アイリス役（2010年）
- 「BAR　アンラッキー」石田明脚本、演出（2010年）
- 「久馬歩編集　月刊コント8月号」（2011年8月）
- 後藤秀樹 Presents芝居〜"Boogaloo Joe"〜てかブガルージョーってなんやねん!（2012年9月9日）
- 「吉本百年物語 これで誕生!吉本新喜劇」（2012年10月公演）
- 中野公美子Presents「2人芝居の夜」（2012年10月）
- 「久馬歩編集　月刊コント」（2013年2月）
- 中野公美子Presents「2人芝居の夜 vol.2」（2013年3月20日）
- 「久馬歩編集 月刊コント」（2013年10月30日）
- Uovo vol.3「四季者のリズム」（2014年1月24 - 2月1日）
- 僕の劇団「嘘つきとキュービスト」（2014年4月4 - 6日）
- ルミネザよしもと「新宿花月inルミネザよしもと」新喜劇（2014年4月29日）
- 中野公美子アコースティックライブ「Love×Song」（2014年10月10日）
- 東京グランド花月（明治座）（2014年12月24・25日）

### CM
- カラオケ JOY SOUND
- ぴあ 年末特大号イメージキャラクター（1993年）
- 森永製菓 ポテロング
- サントリー キレ味
- 近鉄電車 伊勢神宮・橿原神宮初詣
- 森永製菓 ウィダーinゼリー「休日のおじさん編」（2007年）
- コマーシャル・アールイー ドッとあーる賃貸 「店舗編」「店舗・三瓶編」（2007年）
- マルちゃん「昔ながらのソース焼きそば」（2012年）

### 映画
- たこ焼き刑事（1998年、シネマワイズ新喜劇）
- 水たまり（2007年、YOSHIMOTO DIRECTOR'S 100）
- 助監督、橋井 〜ある撮影現場より〜（2007年、YOSHIMOTO DIRECTOR'S 100）
- おっちゃん（2007年、YOSHIMOTO DIRECTOR'S 100）
- ボギー☆ザ・ヒーロー（2007年、YOSHIMOTO DIRECTOR'S 100）
- SECONDHAND（2007年、YOSHIMOTO DIRECTOR'S 100）
- ペルソナ（2008年）
- ディンドン・パーリィ（2008年、YOSHIMOTO DIRECTOR'S 100）
- 板尾創路の脱獄王（2010年）
- 仮面ライダーW FOREVER AtoZ/運命のガイアメモリ（2010年、東映） - 墨田ゆきほ 役（友情出演）
- 振り子（2015年）
- いつまでも忘れないよ(2019年)
- 生理ちゃん(2019年)

### モデル
ノンブルドール

## ライブ
- ポルノグラフィティ「6TH LIVE CIRCUIT"74ers"」（2003年12月-2004年1月）
- 2008限定　大阪パフォーマンスドール夏祭り!!~15年目の夜だから~ （2008年8月9日梅田花月、8月17日渋谷BOXX）